# ERepublik

eRepublik je masivna mrežna igra igranja uloga, društvena i strateška igra koja se igra u Web pregledniku, koju je proizvela tvrtka eRepublik Labs. Igra je pokrenuta 21. rujna 2008. i dostupna je besplatno putem Interneta. Radnja igre je smještena u tzv. eSvijetu (eng. The New World) gdje se igrači, koji se nazivaju još i građani ili egrađani, uključuju u nacionalnu politiku, ekonomiju i pokretanje tvrtki te ratovanje protiv drugih država. Igru su osmislili i razvili Alexis Bonte i George Lemnaru. eRepublik je programiran u PHP koristeći Symfony okosnicu i radi u gotovo svim modernim pretraživačima. Trenutno ima 30 zaposlenika koji brinu da sve oko igre funkcionira kako treba.

## Dosadašnja ulaganja
U eRepubliku je dosada investirano 2.750.000 € u 3 navrata:
- Seed - veljača 2007. – 200.000 €
- Angel – lipanj 2008. – 550.000 €
- Series A - lipanj 2009. – 2.000.000 € (investicijski fond AGF Private Equity)

## Općenito
eRepublik kombinira društveni networking i strategiju u jednu veliku masivnu mrežnu igru igranja uloga gdje igrači mogu biti aktivni na različitim poljima. eGrađanin tzv. Novog svijeta može biti zaposlen, biti vlasnik neke tvrtke, osnovati političku stranku, glasati na izborima, postati predsjednik stranke, član kongresa ili predsjednik države, pisati članke za novine i čak ići u rat protiv građanina druge virtualne države. Igra ima jako malo vizualnih elemenata i općenito je tekstualno bazirana igra. 
Nakon pridruživanja igri, građanin bira kojoj će se državi pridružiti. Svaka od država je svoje ime dobila po nekoj stvarnoj državi. Građanin potom traži zaposlenje u tvrtkama u toj zemlji, te u istoj može trenirati kao vojnik. Obuka i rad u tvrtci vrše se na dnevnoj bazi s po dva jednostavna klika. Jedna od glavnih smjernica web stranice je da to traje samo "5 minuta dnevno".
eRepublik Gold je univerzalna valuta koja se koristi u eRepublik svijetu. To je glavna referentna točka za sve lokalne virtualne valute (npr.: HRK, USD, GBP) i koristi se za kupnju nekih dobara (kao što su poduzeća) u Novom svijetu. Gold se može dobiti i za neka postignuća kao što su vještina rada (skill) i vojna snaga (strength).

## eRepublik moduli

### Gospodarski modul
Gospodarstvo se temelji na 12 osnovnih potrepština: 5 "sirovina" (žito, dijamanti, željezo, ulje i drvo), 4 "proizvoda" (hrana, pokloni, oružje i avionske karte) i 3 "građevine" (kuće, bolnice i obrameni sustavi). Kada imate neku količinu Golda građanin može kupiti ili napraviti poduzeće i tako postati tzv. General Manager i zapošljavati, određivati plaće, kupovati sirovine, prodavati svoje proizvode i kupovati licence za prodaju u drugim zemljama.

### Model politike
Kao običan građanin igrač se nakon određenog vremena može pridružiti stranci. Nakon što se pridruži može se kandidirati za predsjednika stranke. Ako uspije nagovoriti svoje stranačke kolege da glasuju za njega on postaje vođa te bira svoje kandidate za kongres.
Svakog 5. u mjesecu u eRepubliku se održavaju predsjednički izbori, svakog 15. se održavaju izbori za predsjednika stranke, a svakog 25. održavaju se izbori za kongres.
Dan prije predsjedničkih izbora stranke odabiru svog kandidata koji će kasnije biti biran od strane građana. Za kandidaturu predsjednika stranke platit će 2 golda, a svi koji zadovoljavaju uvjete mogu se kandidirat. Kongresni izbori su nešto složeniji od ostalih izbora.
Predsjednici stranaka biraju kandidate koji će se borit protiv drugih službenih kandidata u regijama neke države, a biraju ih građani tih regija. Postotak osvojenih glasova određuje broj mjesta neke stranke u kongresu kojih je ukupno 40 ako zemlja ima najmanje 4 regije. Veće zemlje poput Amerike imaju vise kongresnih mjesta.

### Model ratovanja
Kako bi proglasili rat drugoj državi, predsjednik treba iznijeti prijedlog u kongres. Ako prijedlog prođe te dvije države su u ratu, a sam predsjednik bira koju će regiju napasti. U ratovima građani dviju zaraćenih država bore se neovisno jedni o drugima s ciljem rušenja ili izgradnje "zida"
ovisno za koga se borite (branitelji dižu zid, a napadači ga spuštaju). Ako nakon isteka vremena od 24 sata zid bude iznad sigurnosnog područja (secure) onda je regija obranjena, a ako zid bude ispod razine (conquer) onda je regija okupirana. Ako je zid u međuprostoru, bitka se nastavlja dok se jedno od toga dvoga ne ostvari.
Ratovi su važni za svaku državu jer pomoću njih stanovništvo postaje jače, a stanovništvo svojim sudjelovanjem u ratu povećavaja svoju štetu u nekoj borbi. Države koje su okusile čar ratovanja postale su i svjetske sile.

### Model novinarstva
Svaki građanin erepublik-a može osnovati svoje novine, u kojima objavljuje članke, a ostali građani čitaju izdane članke, te ako im sve svide mogu ostaviti komentar ili se pretplatiti na novine drugih građana.

### Gameplay
Uloga ove igre je kombiniranje navedenih modela kako bi postali lider u svakom dijelu igre. Građani mogu koristiti novine kako bi sami sebe promovirali, promovirali svoje tvrtke, svoje stranke ili čak državu. Kongres neke države postavlja poreze provodeći ekonomsku politiku. Za vođenje uspješnih ratova, gospodarstva neke države, građani moraju biti motivirani.
Jedna od kontroverzi je mogućnost korištenja političkog preuzimanja (skraćeno PTO). Politička preuzimanja nastaju kada se velik broj građana neke jake države ili saveza privremeno preseli u manju i slabiju državu pred same izbore te naprave stranku kako bi dobili što veći broj mjesta u kongresu ili pokušaju imenovati svog građanina za predsjednika. Nakon što su dobili svog predsjednika napadaju tu istu slabiju državu, a predsjednik predaje teritorij i sav prihod slabije države ide u jaču. Zbog nepopularnosti ove taktike administratori su uveli virtualna državljanstva kojima su građani ograničeni u sudjelovanju samo u svojoj državi iako je i sada u nekim okolnostima PTO moguć.

### Ostale značajke
Funkcionalnosti uključuju Twitter kao shoutbox sustav. Po standardu građani mogu postat 3 poruke dnevno. Uplatom za dodatne značajke, građani mogu poslati do 10 poruka na dan, imati neograničen spremnik prostora, te mnoge druge pogodnosti. Zlato se može kupiti u ograničenim količinama tjedno.

## Erepublik zajednica
Izvan same igre građani svojih zemalja su napravili svoje forume koje koriste za rasprave, te aktualna događanja u erepublik-u.
Vrlo aktivni građani neke države postavili su i svoj IRC kanal kako bi donosili neke odluke, pomagali novim igračima, ali i pripremili svoju vojsku za rat. Također nedavno je eRepublik izdao API kojima su stvoreni mnogi programi za statistiku i informacije!

## Nagrade
- 12. prosinca 2007. – LeWeb3 2007. - nagrada za "The honorable mention company"
- 9. rujna 2008. – pobjednik "The Future of Web Apps" konferencije

## Vanjske poveznice
- eRepublik
- Službeni eRepublik Wiki
- Službeni eRepublik Blog  Arhivirana inačica izvorne stranice od 14. listopada 2008. (Wayback Machine)